# Blow
Blow er en amerikansk film fra 2001 med Johnny Depp og  Penélope Cruz i hovedrollerne. Den er instrueret af Ted Demme, og manuskriptet er af Nick Cassavetes og 
David McKenna.

## Medvirkende
- Johnny Depp som George Jung
- Penélope Cruz som Mirtha
- Franka Potente som Barbara
- Rachel Griffiths
- Paul Reubens som Derek Foreal
- Jordi Mollà
- Ray Liotta som Fred Jung
- Jacque Lawson som Motercykelfyr
- Cliff Curtis som Pablo Escobar
- Miguel Pérez som Allesandro